# Tony Dovolani
Driton "Tony" Dovolani (Pristina, Kosovo, 17 de julio de 1973) es un bailarín  de salón y coreógrafo albanés-estadounidense. Es más conocido por haber sido uno de los bailarines profesionales en el programa estadounidense Dancing with the Stars de ABC. Él interpretó a Slick Willy en la película Shall We Dance?, donde pasó el tiempo entrenando a la actriz Jennifer Lopez.

## Primeros años
Dovolani nació en Pristina, Kosovo. Empezó el baile popular a la edad de tres años. A la edad de quince años, su familia se trasladó a Stamford, Connecticut. Tuvo la oportunidad de asistir a clases en la Academia de Danza Fred Astaire.

## Carrera

### Carrera temprana
Los bailes de salón es todo acerca de la mujer, de acuerdo con Dovolani. Él cree que el hombre está destinado a ser el marco para la imagen de la belleza presentada por la mujer.
Dovolani y su pareja de baile Elena Grinenko se han retirado recientemente de las competencias en la división de ritmo americano. Antes de su asociación con Elena, bailó con Inna Ivanenko y Lisa Regal.

### Dancing with the Stars
Dovolani hizo su primera aparición en Dancing with the Stars desde la temporada 2 donde tuvo como pareja a la luchadora de la WWE y modelo Stacy Keibler, logrando llegar a la final y terminando en el tercer puesto. En la temporada 3 fue emparejado con la cantante de country Sara Evans, quien abandonó la competencia por razones personales, terminando en el sexto puesto.
En 2007, para la temporada 4 fue emparejado con la presentadora Leeza Gibbons, siendo la tercera pareja eliminada de la competencia y terminando en el noveno puesto. Para la temporada 5 fue emparejado con la actriz Jane Seymour, siendo la séptima pareja eliminada de la competencia y quedando en el sexto puesto.
En 2008, fue emparejado para la temporada 6 con la actriz de Broadway, Marissa Jaret Winokur, llegando hasta la semifinal y quedando en el cuarto puesto. Para la temporada 7 tuvo de pareja a la actriz Susan Lucci, con quien llegó hasta la séptima semana y terminaron en el sexto puesto.
En 2009, para la temporada 8 fue originalmente emparejado con la presentadora Nancy O'Dell, quien se retiró de la competencia antes de su estreno debido a una lesión, por lo que fue reemplazada por la estrella de telerrealidad Melissa Rycroft, logrando llegar hasta la final y obteniendo el tercer puesto. Para la temporada 9 tuvo como pareja a la modelo y empresaria Kathy Ireland, siendo la tercera pareja eliminada y terminando en el decimocuarto puesto.
En 2010, tuvo como pareja a la estrella de telerrealidad Kate Gosselin para la temporada 10, con quien fue la cuarta pareja eliminada y quedando en el octavo puesto. En la temporada 11 fue emparejado con la estrella de The Hills, Audrina Patridge, siendo la sexta pareja eliminada de la competencia y terminando en el séptimo puesto.
En 2011, para la temporada 12 tuvo como pareja a la presentadora de radio y televisión Wendy Williams, siendo la segunda pareja eliminada y terminando en el décimo puesto. En la temporada 13 fue pareja de la cantante Chynna Phillips, siendo la cuarta pareja eliminada y quedando en el noveno puesto.
En 2012, para la temporada 14 fue emparejado con la tenista Martina Navratilova, siendo los primeros eliminados de la competencia y ubicándose en el duodécimo puesto. Para la temporada 15, una edición All-stars, fue nuevamente emparejado con su pareja de la temporada 8, Melissa Rycroft, llegando a la final y coronándose como los ganadores, siendo la primera victoria de Dovalani.
En 2013, tuvo como pareja a la cantante de country Wynonna Judd para la temporada 16, siendo eliminados en la tercera semana y terminando en el undécimo puesto. Para la temporada 17 fue emparejado con la actriz Leah Remini, llegando hasta la semifinal y ubicándose en el quinto puesto.
En 2014, para la temporada 18 tuvo como pareja a la estrella de telerrealidad y actriz NeNe Leakes, habiendo sido la séptima pareja eliminada y terminando en el séptimo puesto. Para la temporada 19 fue pareja de la diseñadora de modas Betsey Johnson, siendo la cuarta pareja eliminada y quedando en el décimo puesto.
En 2015, tuvo como pareja para la temporada 20 a la actriz y autora Suzanne Somers, con quien fue eliminado en la quinta semana ubicándose el noveno puesto. Para la temporada 21 fue emparejado con la estrella de telerrealidad Kim Zolciak-Biermann, quien tuvo que abandonar la competencia debido a una lesión, quedando en el undécimo puesto.
En 2016, tuvo como pareja para la temporada 22 a la actriz y empresaria Marla Maples, siendo los terceros eliminados y terminando en el décimo puesto. Dovolani no regresó por las siguientes temporadas, anunciando el 8 de febrero de 2018, que oficialmente no regresaría más al programa.

#### Rendimiento
| Temporada                                        | Pareja                | Puesto | Promedio |
| ------------------------------------------------ | --------------------- | ------ | -------- |
| 2                                                | Stacy Keibler         | 3.º    | 27.73    |
| 3                                                | Sara Evans            | 6.º    | 21.00    |
| 4                                                | Leeza Gibbons         | 9.º    | 19.00    |
| 5                                                | Jane Seymour          | 6.º    | 24.50    |
| 6                                                | Marissa Jaret Winokur | 4.º    | 23.83    |
| 7                                                | Susan Lucci           | 6.º    | 21.33    |
| 8                                                | Melissa Rycroft       | 3.º    | 26.88    |
| 9                                                | Kathy Ireland         | 14.º   | 17.00    |
| 10                                               | Kate Gosselin         | 8.º    | 15.50    |
| 11                                               | Audrina Patridge      | 7.º    | 23.00    |
| 12                                               | Wendy Williams        | 10.º   | 15.33    |
| 13                                               | Chynna Phillips       | 9.º    | 22.50    |
| 14                                               | Martina Navratilova   | 12.º   | 18.50    |
| 15                                               | Melissa Rycroft       | 1.º    | 28.00    |
| 16                                               | Wynonna Judd          | 11.º   | 17.00    |
| 17                                               | Leah Remini           | 5.º    | 24.85    |
| 18                                               | NeNe Leakes           | 7.º    | 23.50    |
| 19                                               | Betsey Johnson        | 10.º   | 19.88*   |
| 20                                               | Suzanne Somers        | 9.º    | 20.10*   |
| 21                                               | Kim Zolciak-Biermann  | 11.º   | 16.33    |
| 22                                               | Marla Maples          | 10.º   | 20.75    |
| * Promedios ajustados a una escala de 30 puntos. |                       |        |          |

- Temporada 2 con Stacy Keibler

| Semana        | Baile / Canción                            | Puntajes de los jueces | Puntajes de los jueces | Puntajes de los jueces | Resultado        |
| Semana        | Baile / Canción                            | C. I.                  | L. G.                  | B. T.                  | Resultado        |
| ------------- | ------------------------------------------ | ---------------------- | ---------------------- | ---------------------- | ---------------- |
| 1             | Vals / «I Wonder Why»                      | 8                      | 6                      | 8                      | Salvados         |
| 2             | Rumba / «I'm Like a Bird»                  | 9                      | 10                     | 10                     | Salvados         |
| 3             | Tango / «Cell Block Tango»                 | 9                      | 9                      | 9                      | Salvados         |
| 4             | Foxtrot / «Cold, Cold Heart»               | 8                      | 9                      | 9                      | Salvados         |
| 5             | Samba / «Bootylicious»                     | 10                     | 10                     | 10                     | Salvados         |
| 5             | Grupo de Salsa / «Rhythm Is Gonna Get You» | Sin puntos extras      | Sin puntos extras      | Sin puntos extras      | Salvados         |
| 6             | Jive / «Wake Me Up Before You Go-Go»       | 10                     | 10                     | 10                     | Salvados         |
| 6             | Grupo de Vals vienés / «Fallin'»           | Sin puntos extras      | Sin puntos extras      | Sin puntos extras      | Salvados         |
| 7 (Semifinal) | Quickstep / «You Can't Hurry Love»         | 9                      | 9                      | 9                      | Últimos salvados |
| 7 (Semifinal) | Chachachá / «Since U Been Gone»            | 9                      | 9                      | 10                     | Últimos salvados |
| 8 (Final)     | Jive / «Wake Me Up Before You Go-Go»       | 10                     | 10                     | 10                     | Tercer puesto    |
| 8 (Final)     | Freestyle / «Stayin' Alive»                | 8                      | 9                      | 9                      | Tercer puesto    |
| 8 (Final)     | Samba / «Livin' la vida loca»              | 10                     | 10                     | 10                     | Tercer puesto    |

- Temporada 3 con Sara Evans

| Semana | Baile / Canción                           | Puntajes de los jueces | Puntajes de los jueces | Puntajes de los jueces | Resultado   |
| Semana | Baile / Canción                           | C. I.                  | L. G.                  | B. T.                  | Resultado   |
| ------ | ----------------------------------------- | ---------------------- | ---------------------- | ---------------------- | ----------- |
| 1      | Foxtrot / «Mandy»                         | 5                      | 5                      | 5                      | Salvados    |
| 2      | Mambo / «Papa Loves Mambo»                | 7                      | 7                      | 7                      | Salvados    |
| 3      | Jive / «These Boots Are Made for Walkin'» | 8                      | 9                      | 8                      | Salvados    |
| 4      | Pasodoble / «The Phantom of the Opera»    | 6                      | 7                      | 7                      | Salvados    |
| 5      | Samba / «I Wish»                          | 8                      | 8                      | 8                      | Abandonaron |

- Temporada 4 con Leeza Gibbons

| Semana | Baile / Canción                        | Puntajes de los jueces | Puntajes de los jueces | Puntajes de los jueces | Resultado       |
| Semana | Baile / Canción                        | C. I.                  | L. G.                  | B. T.                  | Resultado       |
| ------ | -------------------------------------- | ---------------------- | ---------------------- | ---------------------- | --------------- |
| 1      | Foxtrot / «Strangers in the Night»     | 5                      | 5                      | 5                      | Sin eliminación |
| 2      | Mambo / «Independent Woman Part I»     | 7                      | 7                      | 7                      | Salvados        |
| 3      | Tango / «Jealousy»                     | 8                      | 8                      | 8                      | Dos últimos     |
| 4      | Pasodoble / «You Give Love a Bad Name» | 6                      | 5                      | 5                      | Eliminados      |

- Temporada 5 con Jane Seymour

| Semana | Baile / Canción                             | Puntajes de los jueces | Puntajes de los jueces | Puntajes de los jueces | Resultado   |
| Semana | Baile / Canción                             | C. I.                  | L. G.                  | B. T.                  | Resultado   |
| ------ | ------------------------------------------- | ---------------------- | ---------------------- | ---------------------- | ----------- |
| 1      | Foxtrot / «Let's Do It, Let's Fall in Love» | 8                      | 8                      | 8                      | Salvados    |
| 2      | Mambo / «Cuban Pete»                        | 7                      | 7                      | 7                      | Salvados    |
| 3      | Tango / «Perfidia»                          | 9                      | 9                      | 9                      | Salvados    |
| 4      | Vals vienés / «Piano Man»                   | 8                      | 9                      | 9                      | Salvados    |
| 5      | Rumba / «Breathe Again»                     | 8                      | 9                      | 9                      | Dos últimos |
| 6      | Jive / «Modern Love»                        | 8                      | 7                      | 7                      | Salvados    |
| 6      | Grupo de Rock and roll / «Rockin' Robin»    | Sin puntos extras      | Sin puntos extras      | Sin puntos extras      | Salvados    |
| 7      | Quickstep / «I Walk the Line»               | 8                      | 8                      | 8                      | Eliminados  |
| 7      | Chachachá / «Venus»                         | 8                      | 9                      | 9                      | Eliminados  |

- Temporada 6 con Marissa Jaret Winokur

| Semana        | Baile / Canción                      | Puntajes de los jueces | Puntajes de los jueces | Puntajes de los jueces | Resultado        |
| Semana        | Baile / Canción                      | C. I.                  | L. G.                  | B. T.                  | Resultado        |
| ------------- | ------------------------------------ | ---------------------- | ---------------------- | ---------------------- | ---------------- |
| 1             | Chachachá / «Low»                    | 6                      | 6                      | 6                      | Sin eliminación  |
| 2             | Quickstep/ «Flip, Flop and Fly»      | 7                      | 7                      | 7                      | Últimos salvados |
| 3             | Jive / «Girlfriend»                  | 6                      | 7                      | 6                      | Salvados         |
| 4             | Pasodoble / «My Family is My Life»   | 8                      | 8                      | 8                      | Salvados         |
| 5             | Samba / «Tambourine»                 | 8                      | 8                      | 8                      | Salvados         |
| 6             | Vals vienés / «Delilah»              | 9                      | 8                      | 9                      | Salvados         |
| 6             | Grupo de Two-step / «Cotton Eye Joe» | Sin puntos extras      | Sin puntos extras      | Sin puntos extras      | Salvados         |
| 7             | Tango / «Champagne Tango»            | 9                      | 9                      | 9                      | Dos últimos      |
| 7             | Rumba / «Quando, Quando, Quando»     | 9                      | 8                      | 8                      | Dos últimos      |
| 8             | Foxtrot / «New York, New York»       | 9                      | 8                      | 8                      | Salvados         |
| 8             | Mambo / «Ritmo de Chunga»            | 8                      | 8                      | 9                      | Salvados         |
| 9 (Semifinal) | Quickstep / «Around the World»       | 9                      | 9                      | 8                      | Eliminados       |
| 9 (Semifinal) | Rumba/ «Just the Two of Us»          | 8                      | 9                      | 9                      | Eliminados       |

- Temporada 7 con Susan Lucci

| Semana                                                                  | Baile / Canción                                | Puntajes de los jueces | Puntajes de los jueces | Puntajes de los jueces | Resultado        |
| Semana                                                                  | Baile / Canción                                | C. I.                  | L. G.                  | B. T.                  | Resultado        |
| ----------------------------------------------------------------------- | ---------------------------------------------- | ---------------------- | ---------------------- | ---------------------- | ---------------- |
| 1                                                                       | Chachachá / «I Heard It Through the Grapevine» | 5                      | 5                      | 5                      | Salvados         |
| 1                                                                       | Quickstep / «Bei Mir Bist Du Schoen»           | 7                      | 7                      | 8                      | Salvados         |
| 2                                                                       | Rumba / «Waiting on the World to Change»       | 7                      | 7                      | 7                      | Salvados         |
| 3                                                                       | Jive / «Why Do Fools Fall in Love»             | 7                      | 7                      | 7                      | Salvados         |
| 4                                                                       | Tango / «La Bohemia»                           | 8                      | 8                      | 8                      | Salvados         |
| 5                                                                       | Hustle / «Upside Down»                         | 7                      | 7                      | 8                      | Dos últimos      |
| 6                                                                       | Mambo / «Si Señor!...»                         | 8                      | 81                     | 7                      | Últimos salvados |
| 6                                                                       | Grupo de Hip-hop / «It Takes Two»              | Sin puntos extras      | Sin puntos extras      | Sin puntos extras      | Últimos salvados |
| 7                                                                       | Pasodoble / «The Ride»                         | 8                      | 8                      | 8                      | Eliminados       |
| 7                                                                       | Chachachá en equipo / «Mercy»                  | 6                      | 7                      | 7                      | Eliminados       |
| 1Puntaje dado por el juez invitado Michael Flatley en lugar de Goodman. |                                                |                        |                        |                        |                  |

- Temporada 8 con Melissa Rycroft

| Semana         | Baile / Canción                                          | Puntajes de los jueces | Puntajes de los jueces | Puntajes de los jueces | Resultado        |
| Semana         | Baile / Canción                                          | C. I.                  | L. G.                  | B. T.                  | Resultado        |
| -------------- | -------------------------------------------------------- | ---------------------- | ---------------------- | ---------------------- | ---------------- |
| 1              | Vals / «Moon River»                                      | 8                      | 7                      | 8                      | Sin eliminación  |
| 2              | Salsa / «The Cup of Life»                                | 9                      | 8                      | 9                      | Salvados         |
| 3              | Foxtrot/ «Recipe for Love»                               | 9                      | 9                      | 9                      | Salvados         |
| 4              | Lindy Hop / «Brown Derby Jump»                           | 10                     | 9                      | 10                     | Salvados         |
| 5              | Pasodoble / «Poker Face»                                 | 8                      | 8                      | 9                      | Salvados         |
| 6              | Rumba / «If I Were a Boy»                                | 9                      | 9                      | 9                      | Salvados         |
| 7              | Tango argentino/ «Mi Confesión»                          | 10                     | 9                      | 10                     | Salvados         |
| 7              | Grupo de Swing / «The Clapping Song»                     | Sin puntos extras      | Sin puntos extras      | Sin puntos extras      | Salvados         |
| 8              | Jive/ «We Got the Beat»                                  | 7                      | 7                      | 7                      | Últimos salvados |
| 8              | Mambo en equipo / «Single Ladies (Put a Ring on It)»     | 8                      | 8                      | 9                      | Últimos salvados |
| 9              | Vals vienés / «Angel»                                    | 9                      | 9                      | 9                      | Salvados         |
| 9              | Samba / «Jaleo»                                          | 10                     | 10                     | 10                     | Salvados         |
| 10 (Semifinal) | Quickstep / «I Got Rhythm»                               | 9                      | 10                     | 9                      | Últimos salvados |
| 10 (Semifinal) | Chachachá / «Save the Last Dance for Me»                 | 9                      | 9                      | 9                      | Últimos salvados |
| 11 (Final)     | Pasodoble / «So What»                                    | 10                     | 9                      | 10                     | Tercer puesto    |
| 11 (Final)     | Freestyle / «Gonna Make You Sweat (Everybody Dance Now)» | 9                      | 9                      | 9                      | Tercer puesto    |
| 11 (Final)     | Samba / «Jaleo»                                          | 10                     | 10                     | 10                     | Tercer puesto    |

- Temporada 9 con Kathy Ireland

| Semana                                                               | Baile / Canción                               | Puntajes de los jueces | Puntajes de los jueces | Puntajes de los jueces | Resultado        |
| Semana                                                               | Baile / Canción                               | C. I.                  | L. G.                  | B. T.                  | Resultado        |
| -------------------------------------------------------------------- | --------------------------------------------- | ---------------------- | ---------------------- | ---------------------- | ---------------- |
| 1                                                                    | Salsa / «Mambo Gonzon»                        | 6                      | 5                      | 5                      | Últimos salvados |
| 1                                                                    | Relevo de Foxtrot / «The Best is Yet to Come» | 4 puntos extras        | 4 puntos extras        | 4 puntos extras        | Últimos salvados |
| 2                                                                    | Quickstep / «Shall We Dance?»                 | 6                      | 61                     | 6                      | Eliminados       |
| 1Puntaje dado por el juez invitado Baz Luhrmann en lugar de Goodman. |                                               |                        |                        |                        |                  |

- Temporada 10 con Kate Gosselin

| Semana                                                                                      | Baile / Canción                         | Puntajes de los jueces | Puntajes de los jueces | Puntajes de los jueces | Resultado       |
| Semana                                                                                      | Baile / Canción                         | C. I.                  | L. G.                  | B. T.                  | Resultado       |
| ------------------------------------------------------------------------------------------- | --------------------------------------- | ---------------------- | ---------------------- | ---------------------- | --------------- |
| 1                                                                                           | Vals vienés / «She's Always a Woman»    | 6                      | 5                      | 5                      | Sin eliminación |
| 2                                                                                           | Jive / «I'm Still Standing»             | 5                      | 5                      | 5                      | Salvados        |
| 3                                                                                           | Pasodoble / «Paparazzi»                 | 5                      | 5                      | 5                      | Salvados        |
| 41                                                                                          | Tango / «For Your Entertainment»        | 4/6                    | 5/6                    | 5/6                    | Salvados        |
| 5                                                                                           | Foxtrot / «Don't You (Forget About Me)» | 5                      | 5                      | 5                      | Eliminados      |
| 1Esta semana se recibió dos puntajes, uno por la ejecución técnica y otro por el desempeño. |                                         |                        |                        |                        |                 |

- Temporada 11 con Audrina Patridge

| Semana                                                                                      | Baile / Canción                          | Puntajes de los jueces | Puntajes de los jueces | Puntajes de los jueces | Resultado  |
| Semana                                                                                      | Baile / Canción                          | C. I.                  | L. G.                  | B. T.                  | Resultado  |
| ------------------------------------------------------------------------------------------- | ---------------------------------------- | ---------------------- | ---------------------- | ---------------------- | ---------- |
| 1                                                                                           | Chachachá / «California Gurls»           | 6                      | 7                      | 6                      | Salvados   |
| 2                                                                                           | Quickstep / «Love Machine»               | 8                      | 8                      | 7                      | Salvados   |
| 3                                                                                           | Vals / «Let It Be Me»                    | 8                      | 9                      | 9                      | Salvados   |
| 41                                                                                          | Tango argentino / «Somebody to Love»     | 8/7                    | 8/7                    | 8/8                    | Salvados   |
| 5                                                                                           | Rumba / «Unwritten»                      | 7                      | 8                      | 8                      | Salvados   |
| 6                                                                                           | Pasodoble / «Another One Bites the Dust» | 8                      | 8                      | 8                      | Eliminados |
| 6                                                                                           | Maratón de Rock and roll / «La Grange»   | 8 puntos extras        | 8 puntos extras        | 8 puntos extras        | Eliminados |
| 1Esta semana se recibió dos puntajes, uno por la ejecución técnica y otro por el desempeño. |                                          |                        |                        |                        |            |

- Temporada 12 con Wendy Williams

| Semana | Baile / Canción                             | Puntajes de los jueces | Puntajes de los jueces | Puntajes de los jueces | Resultado       |
| Semana | Baile / Canción                             | C. I.                  | L. G.                  | B. T.                  | Resultado       |
| ------ | ------------------------------------------- | ---------------------- | ---------------------- | ---------------------- | --------------- |
| 1      | Chachachá / «I'm Every Woman»               | 5                      | 4                      | 5                      | Sin eliminación |
| 2      | Quickstep / «Do Your Thing»                 | 6                      | 5                      | 6                      | Salvados        |
| 3      | Foxtrot / «Last Night a D.J. Saved My Life» | 5                      | 5                      | 5                      | Eliminados      |

- Temporada 13 con Chynna Phillips

| Semana | Baile / Canción                          | Puntajes de los jueces | Puntajes de los jueces | Puntajes de los jueces | Resultado  |
| Semana | Baile / Canción                          | C. I.                  | L. G.                  | B. T.                  | Resultado  |
| ------ | ---------------------------------------- | ---------------------- | ---------------------- | ---------------------- | ---------- |
| 1      | Vals vienés / «If I Ain't Got You»       | 8                      | 7                      | 7                      | Salvados   |
| 2      | Jive / «The Boy Does Nothing»            | 7                      | 7                      | 7                      | Salvados   |
| 3      | Rumba / «Hold On»                        | 8                      | 9                      | 9                      | Salvados   |
| 4      | Tango / «Theme from Mission: Impossible» | 7                      | 7                      | 7                      | Eliminados |

- Temporada 14 con Martina Navratilova

| Semana | Baile / Canción                               | Puntajes de los jueces | Puntajes de los jueces | Puntajes de los jueces | Resultado       |
| Semana | Baile / Canción                               | C. I.                  | L. G.                  | B. T.                  | Resultado       |
| ------ | --------------------------------------------- | ---------------------- | ---------------------- | ---------------------- | --------------- |
| 1      | Foxtrot / «Is You Is or Is You Ain't My Baby» | 7                      | 6                      | 7                      | Sin eliminación |
| 2      | Jive / «Tell Her About It»                    | 6                      | 5                      | 6                      | Eliminados      |

- Temporada 15 con Melissa Rycroft

| Semana                                          | Baile / Canción                                                                     | Puntajes de los jueces | Puntajes de los jueces | Puntajes de los jueces | Resultado       |
| Semana                                          | Baile / Canción                                                                     | C. I.                  | L. G.                  | B. T.                  | Resultado       |
| ----------------------------------------------- | ----------------------------------------------------------------------------------- | ---------------------- | ---------------------- | ---------------------- | --------------- |
| 1                                               | Foxtrot/ «Big Spender»                                                              | 7.0                    | 7.0                    | 7.0                    | Salvados        |
| 2                                               | Jive / «Shout»                                                                      | 8.0                    | 8.0                    | 7.5                    | Salvados        |
| 3                                               | Samba / «Conga»                                                                     | 9.0                    | 9.0                    | 9.0                    | Salvados        |
| 4                                               | Jitterbug / «This Cat's On A Hot Tin Roof»                                          | 9.0                    | 9.0/9.51               | 9.5                    | Salvados        |
| 5                                               | Tango / «Toxic»                                                                     | 9.0                    | 9.0                    | 9.0                    | Sin eliminación |
| 5                                               | Freestyle en equipo / «Call Me Maybe»                                               | 9.5                    | 10                     | 10                     | Sin eliminación |
| 6                                               | Vals vienés / «Why Ya Wanna»                                                        | 9.5                    | 10                     | 10                     | Salvados        |
| 6                                               | Grupo de Freestyle / «Save a Horse (Ride a Cowboy)» & «I Play Chicken with a Train» | Sin puntos extras      | Sin puntos extras      | Sin puntos extras      | Salvados        |
| 7                                               | Tango & Chachachá fusión / «Die Young»                                              | 10                     | 9.5                    | 9.5                    | Sin eliminación |
| 7                                               | Maratón de Swing / «Do Your Thing»                                                  | 10 puntos extras       | 10 puntos extras       | 10 puntos extras       | Sin eliminación |
| 8                                               | Quickstep / «Boogie Woogie Bugle Boy»                                               | 10                     | 10                     | 10                     | Salvados        |
| 8                                               | Pasodoble en trío / «Rumour Has It»                                                 | 10                     | 10                     | 10                     | Salvados        |
| 9 Semifinal                                     | Hustle / «Walk the Dinosaur»                                                        | 9.0                    | 9.5                    | 9.0                    | Salvados        |
| 9 Semifinal                                     | Tango argentino / «Dirty Diana»                                                     | 10                     | 10                     | 10                     | Salvados        |
| 10 Final                                        | Samba / «Conga»                                                                     | 10                     | 10                     | 10                     | Ganadores       |
| 10 Final                                        | Freestyle / «I Was Here»                                                            | 10                     | 10                     | 10                     | Ganadores       |
| 10 Final                                        | Samba instantánea / «Life Is A Highway»                                             | 9.5                    | 9.5                    | 9.5                    | Ganadores       |
| 1Puntaje dado por la juez invitada Paula Abdul. |                                                                                     |                        |                        |                        |                 |

- Temporada 16 con Wynonna Judd

| Semana | Baile / Canción                              | Puntajes de los jueces | Puntajes de los jueces | Puntajes de los jueces | Resultado       |
| Semana | Baile / Canción                              | C. I.                  | L. G.                  | B. T.                  | Resultado       |
| ------ | -------------------------------------------- | ---------------------- | ---------------------- | ---------------------- | --------------- |
| 1      | Chachachá / «I've Got The Music In Me»       | 6                      | 6                      | 6                      | Sin eliminación |
| 2      | Quickstep / «Neutron Dance»                  | 6                      | 6                      | 6                      | Salvados        |
| 3      | Grupo de Freestyle / «The Rockafeller Skank» | Sin puntos extras      | Sin puntos extras      | Sin puntos extras      | Eliminados      |
| 3      | Samba / «Pour Some Sugar on Me»              | 5                      | 5                      | 5                      | Eliminados      |

- Temporada 17 con Leah Remini

| Semana | Baile / Canción                           | Puntajes de los jueces | Puntajes de los jueces | Puntajes de los jueces | Resultado        |
| Semana | Baile / Canción                           | C. I.                  | L. G.                  | B. T.                  | Resultado        |
| --- | ----------------------------------------- | ---------------------- | ---------------------- | ---------------------- | ---------------- |
| 1 | Foxtrot / «Tears Dry On Their Own»        | 7                      | 7                      | 7                      | Sin eliminación  |
| 2 | Samba / «María»                           | 8                      | 8                      | 8                      | Salvados         |
| 3 | Rumba / «Skyfall»                         | 8                      | 8                      | 8                      | Salvados         |
| 4 | Chachachá / «Papi»                        | 8                      | 81                     | 8                      | Salvados         |
| 5 | Contemporáneo / «Roar»                    | 7                      | 7                      | 8                      | Últimos salvados |
| 6 | Quickstep / «Man Wanted»                  | 9                      | 9                      | 9                      | Sin eliminación  |
| 6 | Reto de cambio / Varias                   | 1 punto extra          | 1 punto extra          | 1 punto extra          | Sin eliminación  |
| 7 | Salsa / «I Know You Want Me (Calle Ocho)» | 9                      | 8                      | 9                      | Salvados         |
| 7 | Freestyle en equipo / «Bom Bom»           | 9                      | 9                      | 9                      | Salvados         |
| 8 | Vals vienés / «I Got You Babe»            | 8                      | 92                     | 8                      | Salvados         |
| 8 | Duelo de Rumba / «I Found Someone»        | 3 puntos extras        | 3 puntos extras        | 3 puntos extras        | Salvados         |
| 9 | Tango / «Love Me Again»                   | 9                      | 9                      | 9                      | Salvados         |
| 9 | Jive en trío / «We're Not Gonna Take It»  | 9                      | 9                      | 9                      | Salvados         |
| 10 (Semifinal) | Pasodoble / «Bad Romance»                 | 8                      | 8/83                   | 8                      | Eliminados       |
| 10 (Semifinal) | Tango argentino / «Bad Romance»           | 8                      | 8/83                   | 9                      | Eliminados       |
| 1Puntaje dado por la juez invitada Julianne Hough en lugar de Goodman. 2Puntaje dado por la juez invitada Cher en lugar de Goodman. 3Puntaje dado por el juez invitado Maksim Chmerkovskiy. |                                           |                        |                        |                        |                  |

- Temporada 18 con NeNe Leakes

| Semana | Baile / Canción                                  | Puntajes de los jueces | Puntajes de los jueces | Puntajes de los jueces | Puntajes de los jueces | Resultado       |
| Semana | Baile / Canción                                  | C. I.                  | L. G.                  | Inv.1                  | B. T.                  | Resultado       |
| --- | ------------------------------------------------ | ---------------------- | ---------------------- | ---------------------- | ---------------------- | --------------- |
| 1 | Chachachá / «Give It 2 U»                        | 7                      | 7                      | —                      | 7                      | Sin eliminación |
| 2 | Jive / «Do My Thing»                             | 7                      | 7                      | —                      | 7                      | Salvados        |
| 3 | Rumba / «I Believe in You and Me»                | 8                      | 7                      | 8                      | 8                      | Salvados        |
| 42 | Jazz / «Grown Woman»                             | 8                      | 8                      | 8                      | 8                      | Sin eliminación |
| 5 | Foxtrot / «Cruella de Vil»                       | 9                      | 9                      | 9                      | 9                      | Salvados        |
| 6 | Salsa / «Hot in Herre»                           | 8                      | 8                      | 9                      | 8                      | Salvados        |
| 7 | Tango argentino / «Can't Remember to Forget You» | 8                      | 7                      | 8                      | 8                      | Eliminados      |
| 7 | Freestyle en equipo / «The Cup of Life»          | 8                      | 8                      | 10                     | 9                      | Eliminados      |
| 1En orden: Robin Roberts, Julianne Hough, Donny Osmond, Redfoo y Ricky Martin. 2Por los «cambios de pareja», Leakes bailó con Derek Hough y Dovolani con Candace Cameron Bure. |                                                  |                        |                        |                        |                        |                 |

- Temporada 19 con Betsey Johnson

| Semana | Baile / Canción                         | Puntajes de los jueces | Puntajes de los jueces | Puntajes de los jueces | Puntajes de los jueces | Resultado   |
| Semana | Baile / Canción                         | C. I.                  | L. G.                  | J. H.                  | B. T.                  | Resultado   |
| --- | --------------------------------------- | ---------------------- | ---------------------- | ---------------------- | ---------------------- | ----------- |
| 1 | Chachachá / «Material Girl»             | 5                      | 5                      | 5                      | 5                      | Dos últimos |
| 2 | Foxtrot / «Girls Just Want to Have Fun» | 7                      | 7                      | 7                      | 7                      | Salvados    |
| 3 | Contemporáneo / «Unchained Melody»      | 7                      | 91                     | 6                      | 7                      | Salvados    |
| 4 | Jive / «Love Will Keep Us Together»     | 8                      | 72                     | 7                      | 7                      | Eliminados  |
| 1Puntaje dado por el juez invitado Kevin Hart, en lugar de Goodman. 2Puntaje dado por el público en lugar de Goodman. |                                         |                        |                        |                        |                        |             |

- Temporada 20 con Suzanne Somers

| Semana | Baile / Canción                       | Puntajes de los jueces | Puntajes de los jueces | Puntajes de los jueces | Puntajes de los jueces | Resultado        |
| Semana | Baile / Canción                       | C. I.                  | L. G.                  | J. H.                  | B. T.                  | Resultado        |
| ------ | ------------------------------------- | ---------------------- | ---------------------- | ---------------------- | ---------------------- | ---------------- |
| 1      | Chachachá / «Physical»                | 6                      | 6                      | 6                      | 7                      | Sin eliminación  |
| 2      | Jive / «Whole Lotta Shakin' Goin' On» | 7                      | 7                      | 7                      | 7                      | Últimos salvados |
| 3      | Samba / «Copacabana»                  | 6                      | 6                      | 6                      | 7                      | Salvados         |
| 4      | Foxtrot / «Three's Company, Too»      | 7                      | 7                      | 7                      | 7                      | Salvados         |
| 5      | Jazz / «He's a Tramp»                 | 7                      | 7                      | 7                      | 7                      | Eliminados       |

- Temporada 21 con Kim Zolciak-Biermann

| Semana | Baile / Canción         | Puntajes de los jueces | Puntajes de los jueces | Puntajes de los jueces | Resultado       |
| Semana | Baile / Canción         | C. I.                  | J. H.                  | B. T.                  | Resultado       |
| ------ | ----------------------- | ---------------------- | ---------------------- | ---------------------- | --------------- |
| 1      | Salsa / «Hey Mama»      | 4                      | 4                      | 4                      | Sin eliminación |
| 2      | Quickstep / «Queen Bee» | 7                      | 6                      | 6                      | Salvados        |
| 2      | Foxtrot / «Come Home»   | 6                      | 6                      | 6                      | Salvados        |
| 3      | Samba / «Jeannie»       | —                      | —                      | —                      | Abandonaron     |

- Temporada 22 con Marla Maples

| Semana                                      | Baile / Canción                  | Puntajes de los jueces | Puntajes de los jueces | Puntajes de los jueces | Resultado       |
| Semana                                      | Baile / Canción                  | C. I.                  | L. G.                  | B. T.                  | Resultado       |
| ------------------------------------------- | -------------------------------- | ---------------------- | ---------------------- | ---------------------- | --------------- |
| 1                                           | Quickstep / «Sparkling Diamonds» | 7                      | 7                      | 7                      | Sin eliminación |
| 2                                           | Tango argentino / «Don't»        | 7                      | 6                      | 7                      | Salvados        |
| 3                                           | Jive / «Happy»                   | 7                      | 7                      | 7                      | Salvados        |
| 4                                           | Vals / «Part of Your World»      | 7                      | 7/71                   | 7                      | Eliminados      |
| 1Puntaje dado por la juez invitada Zendaya. |                                  |                        |                        |                        |                 |

### Otros trabajos
Dovolani y Len Goodman aparecen junto con Mary Murphy en un infomercial para el sistema de entrenamiento Core Rhythms.
Dovolani y otros bailarines profesionales como Maksim Chmerkovskiy y Elena Grinenko han creado un sitio web llamado Ballroom Dance Channel. Es para ayudar a llevar la conciencia al baile. Dovolani y su mejor amigo Chmerkovskiy pueden encontrarse entrevistándose
Dovolani es la fuerza impulsora detrás del Superstars of Ballroom Dance Camp, una oportunidad para que la gente aprenda sobre los profesionales famosos de los programas de televisión.
Dovolani junto con Maksim Chmerkovskiy y Valentin Chmerkovskiy abrieron el estudio Dance with Me en Stamford, Connecticut el 16 de abril de 2012. La ubicación de Stamford es la cuarta de la cadena y la primera en ser abierta  en Connecticut la cual comenzó con Dovolani, Maksim Chmerkovskiy, Valentin Chmerkovskiy y sus parejas de baile. Los otros estudios están localizados en Ridgefield, Nueva Jersey, Long Island, Nueva York, y Soho, Nueva York.

## Premios y logros
- 2006 nominado a un Emmy por coreografía sobresaliente por Dancing with the Stars en el episodio 208 (Baile: Jive).
- 2006 Ganador del America's Ballroom Challenge de PBS.
- 2006 Ganador del Emerald Ball Open.[42]
- 2006 Ganador del United States Open Rhythm con Elena Grinenko.
- 2006 Campeón mundial del World Rhythm Champion con Elena Grinenko.
- 2005 Ganador del Ohio Star Ball.[43]
- 2005 Ganador del United States Open Rhythm con Inna Ivanenko.
- 2005 Campeón mundial del World Rhythm Champion con Inna Ivanenko.

## Vida personal
Tony está casado con su esposa llamada Lina, la pareja tiene 3 hijos, una hija llamada Luana y unos gemelos nacidos cuando Luana tenía 3 años. Los gemelos, Adrián y Ariana, nacieron el 8 de septiembre de 2008. Tony se conoció con Lina en una cita a ciegas en 1998 y se le propuso cuatro horas más tarde. Tony estuvo en medio de los ensayos para la temporada 7 de Dancing with the Stars con su pareja de baile Susan Lucci cuando recibió una llamada de que Lina había entrado en labores de parto.